# Parafia św. Jakuba Apostoła w Leźnicy Wielkiej
Parafia św. Jakuba Apostoła w Leźnicy Wielkiej – parafia rzymskokatolicka znajdująca się w archidiecezji łódzkiej, w dekanacie ozorkowskim.
Według stanu na miesiąc luty 2017 liczba wiernych w parafii wynosiła 1855 osób.

## Proboszczowie
Źródło:
- ks. Ludwik Słomczyński (1910–1922)
- ks. Zygmunt Wertyński (1922–1932)
- ks. Józef Ziętek (1945–1946)
- ks. Jan Frątczak (1946)
- ks. Szczepan Rębowski (1947–1948)
- ks. Franciszek Pabińczyk (1948–1952)
- ks. Aleksy Płuszka (1952–1972)
- ks. Piotr Siczek (1972–1975)
- ks. Zdzisław Dębski (1975)
- ks. Stanisław Ornat (1975–1977)
- ks. Stanisław Wasilewski (1977–1989)
- ks. Marek Rzeźnicki (1989–1999)
- ks. Franciszek Kijowski (1999–2003)
- ks. Tadeusz Zatorski (2003–2023)
- ks. Rafał Dąbrowski (od 2023)